# Туктібай
Туктіба́й (каз. Түктібай) — село у складі Жуалинського району Жамбильської області Казахстану. Входить до складу Нурликентського сільського округу.
До 1993 року село називалося Гагаріно.
Населення — 805 осіб (2021; 705 у 2009, 709 у 1999, 748 у 1989).